# Liliane Maury Pasquier
Liliane Maury Pasquier (Genève, 16 december 1956) is een Zwitsers politica voor de Sociaaldemocratische Partij van Zwitserland (SP/PS) uit het kanton Genève.

## Biografie
Liliane Maury Pasquier zetelde op kantonnaal vlak van december 1993 tot januari 1996 in de Grote Raad van Genève. Voordien zetelde ze van juni 1983 tot januari 1992 in de gemeenteraad van Veyrier, die ze voorzat in de periode 1989-1990.
Op federaal vlak zetelde Pasquier van 4 december 1995 tot 2 december 2007 in de Nationale Raad, waarvan ze van 26 november 2001 tot 25 november 2002 voorzitster was. Vervolgens zetelde ze van 3 december 2007 tot 1 december 2019 in de Kantonsraad.
Nadien werd ze voorzitster van de Parlementaire Vergadering van de Raad van Europa (2018-2020).